# Ellis Fjord
Ellis Fjord är en vik i Antarktis. Den ligger i Östantarktis. Australien gör anspråk på området.